# Ulrich Förstner
Ulrich Förstner (Ebingen, 26 de febrero de 1940) es un científico, profesor emérito y autor de libros sobre tecnología ambiental alemán.

## Carrera
Después de licenciarse y doctorarse en geología y mineralogía en la Universidad de Tubinga, trabajó desde 1967 como colaborador, profesor universitario en la facultad de geociencias de la Universidad de Heidelberg. En 1982 fue profesor en la Universidad Técnica Hamburg-Harburg de tecnología ambiental, disciplina nueva en aquella época. Su área de investigación abarca distintos campos, como la eficiencia hídrica o la conservación del suelo. Sobre estos temas ha participado en más de cincuenta proyectos y ha publicado numerosos artículos, además de dieciséis libros. Su monografía Umweltschutztechnik se considera un clásico, ya sea como libro de texto o como obra de consulta. Recicibió el Vollenweider Lectureship Prize del National Water Research Institute de Canadá por sus trabajos pioneros en eficiencia hídrica.
Desde 2005 es profesor emérito y se desempeña como editor, experto y escritor de libros técnicos. Es miembro de la Academia Alemana de Ciencias Técnicas.
Está casado y tiene cinco hijos.